# Ian Gillan Band
Ian Gillan Band byla jazzrocková skupina založená frontmanem Deep Purple Ianem Gillanem v roce 1975; fungovala do roku 1978, kdy Gillan založil skupinu Gillan.

## Diskografie

### Alba
- Child In Time (1976)
- Clear Air Turbulence (1977)
- Scarabus (1977)
- Live at the Budokan (Vols. 1–2, 1977–1978)

### CD
- Live: Yubin Chokin Hall, Hiroshima (2001)
- Live at the Rainbow 1977 (2002)
- Live at the Budokan (contained Vols 1 & 2) (2007)

### Kompilace
- Anthology, CD (2002)
- Poor Boy Hero, CD (2003)
- Rarities 1975–1977, CD (2003)
- Smoke on the Water, CD, mix of IGB & Gillan (2007)

### DVD
- Live at the Rainbow 1977, contains Concert 33 mins & Rarities 23 mins (2003)
- Live at the Rainbow 1977, concert only (2006)

### Singly
- „Mad Elaine“ / „Mercury High“ (1978)